# ناثانيل تومبكينز
ناثانيل تومبكينز (بالإنجليزية: Nathaniel Tompkins)‏ هو قاضي أمريكي، ولد في 17 مايو 1879، وتوفي في 22 أبريل 1949.